# Сягаевка
Сягаевка — деревня в Горьковском районе Омской области. Входит в Алексеевское сельское поселение.

## География
Посёлок находится на востоке центральной части региона, в пределах Барабинской низменности

## История
Основана в 1890 г.
В 1928 г. в составе Саратовского сельсовета Иконниковского района Омского округа Сибирского края.

## Население
| 2002 | 2010 | 2021 |
| ---- | ---- | ---- |
| 454  | ↘384 | ↗415 |

### Национальный состав
В 1928 г. основное население — русские.
Согласно результатам переписи 2002 года, в национальной структуре населения русские составляли 83 % из 454 чел.

## Инфраструктура
Личное подсобное хозяйство. В 1928 г. выселок Сигаево состоял из 54 хозяйств.

## Транспорт
Выезд на автодорогу 52К-1. Остановка общественного транспорта «Сягаевка».